# Festival della Collina
Il Festival della Collina - Incontri con il Folklore Internazionale è un evento artistico che ogni anno nella seconda settimana di luglio presenta spettacoli di folklore nel comune di Cori e in alcune città del Lazio.

## Storia
Il Festival della Collina è stato creato nel 1974 dall'allora Ente Provinciale per il Turismo di Latina (ora Azienda di Promozione Turistica di Latina) con la collaborazione del Comune di Cori e dell'Associazione “Sbandieratori dei Rioni di Cori”.
Grazie all'esperienza maturata nei festival del folklore in tutto il mondo, l'allora Presidente dell'associazione, oggi Presidente Onorario, il Prof. Giovanni Pistilli ha voluto ricreare a Cori e nei paesi collinari limitrofi la stessa esperienza avuta con i ragazzi del gruppo. Fin dalla sua fondazione il Festival si è avvalso della collaborazione del CIOFF (Conseil International des Organisations de Festivals de Folklore et d'Arts Traditionnels). Il Prof. Giovanni Pistilli nel 1987, insieme ad altri, decide di fondare a Latina quella che oggi è diventata la Sezione Italiana del CIOFF, della quale è stato a lungo presidente.
Il Festival ha ospitato in tutti questi anni gruppi internazionali di folklore giunti da tutti i continenti. Sono stati circa 200 i gruppi, provenienti da 65 nazioni diverse, che hanno partecipato al Festival sin dalla sua prima edizione nel lontano 1974.
La sede logistica del Festival è stata fino al 1984 la città di Cori; dal 1985 al 1996 la sede si è trasferita a Sabaudia, mentre dal 1997 la sede del Festival è tornata a Cori. Il Festival della Collina dal 2002 al 2006 è stato organizzato dall'Associazione cultura le “Festival della Collina” di Cori, su mandato del Presidente dell'Azienda di Promozione Turistica di Latina, con la collaborazione dell'Associazione “Sbandieratori dei Rioni di Cori”.
Nel 2011, i ragazzi degli Sbandieratori dei Rioni di Cori, in concomitanza con i festeggiamenti del 45ennale hanno deciso di ridare lustro alla manifestazione ricominciando un percorso iniziato dagli anziani del gruppo molti anni prima. Con il benestare dell'APT, sono stati registrati il nome e il logo "Festival della Collina - Incontri con il Folklore Internazionale" legando così in modo indelebile la manifestazione alla storia pluriennale dell'Associazione.
Dal 2011 la manifestazione entra ufficialmente a far parte del circuito AMFOS (Italian Folklore Festivals United) che racchiude i più antichi ed importanti festival del folklore italiani e concretizza la sua affiliazione con il CID (Conseil International de la Dance – UNESCO).

## Organizzazione
Il Festival della Collina - Incontri con il Folklore Internazionale è organizzato e realizzato dall'Associazione degli “Sbandieratori dei Rioni di Cori” con il patrocinio del Comune di Cori.
L'organizzazione si avvale dell'importante supporto dell'AMFOS (Italian Folklore Festivals United) che racchiude i più antichi ed importanti festival del folklore italiani e dell'affiliazione al CID(Conseil International de la Dance – UNESCO).

## Eventi e iniziative

### Le vie dei Colori
Sfilata con tutti i gruppi folkloristici lungo le strade del centro storico. Durante la sfilata nelle piazzette, nei vicoli e anche semplicemente davanti alle loro abitazioni, i coresi offrono ai costumanti dolcetti e bevande tipici.

### Cori, Città da Mangiare
Durante la manifestazione, con l'aiuto dell'Ente Carosello Storico dei Rioni di Cori e delle taverne allestite per il Palio, i gruppi folkloristici avranno la possibilità di degustare i piatti tipici coresi allietando i commensali con i loro canti e balli.

### Arte nel folklore
Durante la loro permanenza a Cori i ragazzi dei gruppi folkloristici hanno la possibilità di visitare il Museo della Città e del Territorio, le bellezze paesaggistiche e il mare della Provincia di Latina. Per chi lo richiede, durante la loro giornata libera, ad ogni gruppo viene data la possibilità di visitare Roma con il supporto e l'aiuto delle guide dell'organizzazione.